# Jurisdicción de San Zadornil
Jurisdicción de San Zadornil település Spanyolországban, Burgos tartományban. Jurisdicción de San Zadornil Valle de Tobalina, Valdegovía/Gaubea és Berberana községekkel határos. Lakosainak száma 66 fő (2024).

## Népesség
A település népessége az utóbbi években az alábbiak szerint változott:
| Lakosok száma | 88   | 110  | 98   | 93   | 78   | 53   | 52   | 56   | 62   | 66   |
|               | 2001 | 2004 | 2006 | 2009 | 2011 | 2014 | 2016 | 2019 | 2021 | 2024 |